# Curtea de Apel Craiova
Curtea de Apel Craiova este una din cele 16 curți de apel din România.

## Competența teritorială
- județul Dolj
- județul Gorj
- județul Mehedinți
- județul Olt

## Secții
- Secția I civilă
- Secția a II-a civilă
- Secția contencios administrativ și fiscal
- Secția penală și pentru cauze cu minori
- Secția de litigii de muncă și asigurări sociale

## Istoric
Dacă în perioada anilor 1890-1924 au funcționat un număr de 4 curți de apel, având reședințe în București, Craiova, Galați și Iași, începând cu anul 1925 numărul acestora a crescut la 12, acestea având reședințele în București, Brașov, Cernăuți, Chișinău, Cluj, Constanța, Craiova, Galați, Iași, Oradea-Mare, Timișoara și Târgu Mureș. Ulterior, respectiv în anul 1940 prin Legea de organizare judecătorească, curțile de apel au fost reduse la 10,iar în anul 1952 acestea au fost desființate.
Prin Legea nr. 92/1992 pentru organizarea judecătorească curțile de apel au fost reînființate astfel că în prezent există 15 curți de apel civile și o curte de apel militară.